# Pellegrini (departement)
Pellegrini is een departement in de Argentijnse provincie Santiago del Estero. Het departement (Spaans:  departamento) heeft een oppervlakte van 7.330 km² en telt 19.517 inwoners.

## Plaatsen in departement Pellegrini
- El Mojón
- Las Delicias
- Nueva Esperanza
- Pozo de Betbeder
- Quebracho Coto
- Rapelli